# Торстен Нилсон
Харалд Торстен Леонард Нилсон (швед. Harald Torsten Leonard Nilsson; * 1. април 1905, Малмеова регија, данас Сконе, Шведска - 14. децембар 1997. Стокхолм, Шведска) је био шведски социјалдмократски политичар.

## Биографија
Отац му је био Ларс Нилсон, зидар, а мајка Хилда, рођена Персон. 1935. се оженио са Вером Ингеборг са којом је имао двоје деце. Син Ларс Нилсон се родио 1941, а ћерка Кристина Агнета 1948.
После завршеног основног образовања и добијања сертификата у Шведској, окренуо се професионалном школовању у Немачкој. Радио је као зидар од 1922. до 1929. 1927. је постављен за секретара сканијске социјалдемократске омладине и био је председник -а од 1934 — 1940, а током Другог светског рата је био и секретар странке. Док је био на овом положају упутио је позив и каснијем аустријском канцелару Бруну Крајском да се током рата крије у Шведској.
После је још био и министар за комуникације (1945 — 1951), министар одбране (1951 — 1957), министар социјалних питања (1957 — 1962), министар спољних послова (1962 — 1971), а био је и члан парламента (1941 — 1976)
Умро је у Стокхолму када је имао 92. године.